# 神田美土代町
神田美土代町（日语：／ Kanda-mitoshirochō */?）是東京都千代田區的町名。2013年8月1日為止的人口為53人。郵遞區號101-0053。

## 地理
位於東京都千代田區北部，屬神田地域。北鄰神田小川町，東接神田司町，南與內神田之間以神田警察通（神田警察通り）為界，西與神田錦町之間以本鄉通為界。町內主要為商業用地商業用地。

## 歷史
江戶時代，此地是高地位的武士屋敷地。元祿年間，在五代將軍德川綱吉身邊活躍的柳澤吉保在此建造屋敷。另外也有許多老中與若年寄的武家屋敷。周遭則是商人與工匠的町屋。
1872年（明治5年）成立美土代町。明治時期的美土代町是擁有一～四丁目的廣大區域，之後逐漸縮小。1947年（昭和22年）確立現在的神田美土代町。。

### 地名的由來
過去這一帶是捐獻給伊勢神宮的「水田」（みとしろ），後演變為「美土代」（みとしろ）。
「神田」與「美土代」都是指神社的領田。

## 交通
町域内無鐵路站，鄰近車站有地下鐵丸之內線淡路町站與都營新宿線小川町站，千代田線新御茶之水站。

## 設施
- 阿部商會本社
- 東英本社
- 住友商事 美土代町大樓
- 日本振興銀行（日语：日本振興銀行）本店

## 備註
1. ↑  千代田区ホームページ - 町丁別世帯数および人口（住民基本台帳）：平成25年8月1日現在 的存檔，存档日期2013-10-27.
2. 1 2  .   [2013-08-17]. （原始内容存档于2020-10-19）.